# Ohlsdorf
Ohlsdorf è un comune austriaco di 5 201 abitanti nel distretto di Gmunden, in Alta Austria.

## Storia
Il comune entrò a far parte del ducato d'Austria nel XII secolo. Durante le guerre napoleoniche Ohlsdorf fu occupata più volte. Dal 1918 appartiene allo Stato federato dell'Alta Austria. Durante l'occupazione tedesca (Anschluss, 1938-1945), il comune appartenne al Gau dell'Oberdonau per poi ritornare, nel 1945, ad appartenere all'Alta Austria.

## Geografia fisica
Ohlsdorf si trova nella regione del Traunviertel, a 538 m s.l.m. di altitufine. Da nord verso sud, il territorio del comune è esteso 5,7 km; da est verso ovest, 7,7 km. La superficie totale è di 27,78 km²; il 21,9 % del territorio è coperto da foreste e il 64,9 % della superficie è utilizzato per l'agricoltura.

## Geografia antropica
Ohlsdorf confina a nord e a ovest con il distretto di Vöcklabruck (comuni di Desselbrunn e Regau), a sud-ovest con Pinsdorf, a sud con la città di Gmunden e a est con la città di Laakirchen.
Il comune è suddiviso in 33 frazioni: Aichlham, Aupointen, Aurachkirchen, Edlach, Edt, Ehrendorf, Ehrenfeld, Föding, Fraunsdorf, Großreith, Hafendorf, Hildprechting, Hochbau, Hochleithen, Holzhäuseln, Irresberg, Kleinreith, Kohlwehr, Obernathal, Oberthalham, Ohlsdorf, Parz, Peiskam, Penesdorf, Preinsdorf, Purndorf, Rittham, Ruhsam, Sandhäuslberg, Traich, Unternathal, Unterthalham e Weinberg. I comuni catastali sono Ehrendorf, Ehrenfeld, Hafendorf, Nathal, Ohlsdorf e Rittham.

## Società

### Evoluzione demografica
Abitanti censiti

La popolazione al 1º gennaio 2016 era di 5 201 abitanti.

## Amministrazione
Il sindaco è Christine Eisner del Partito Popolare Austriaco (ÖVP).